# Julian Quintart
Julian Quintart, né le 24 août 1987 à Aywaille, est un réalisateur artistique, disc jockey, mannequin, acteur,, et chanteur belge se produisant en Corée du Sud. 
Il a notamment participé au débat télévisé Non-Summit.

## Biographie
Julian Quintart, originaire d'Aywaille, est arrivé en Corée du Sud lorsqu'il n'avait que 17 ans, grâce au programme d'échange Rotary Youth Exchange du Rotary International. Il a déclaré qu'une équipe de tournage se trouvait par hasard à l'aéroport le jour de son arrivée et qu'elle l'avait interrogé sur les raisons de son voyage. Il s'est plongé dans la culture locale et a appris le coréen. Il est donc passé à la télévision et a eu l'occasion de devenir acteur. Selon lui, cette période fut passionnante. Il a notamment pu vivre de nombreuses expériences inaccessibles à d'autres étrangers, comme aller en Corée du Nord, participer à un camp d'entraînement pour l'armée sud-coréenne, faire du kimchi de manière traditionnelle et traverser la Corée du Sud à vélo. Quant à son apprentissage du coréen en quelques années seulement, il a déclaré : « Nous n'avons pas étudié le coréen pour obtenir de bonnes notes à l'école. Nous avions seulement besoin de communiquer clairement avec le peuple coréen, ce qui nous a naturellement conduit à apprendre la langue avec beaucoup d'intérêt ».
Il a été qualifié de « touche-à-tout » et est apparu à la télévision, dans SBS Way to Eat Well and Live Well et KBS Star Golden Bell, dans les dramas tels que Sky High et s'est produit sur Inkigayo. Il a joué dans les films Papa et My Tutor Friend 2, a donné des concerts, et a été mannequin, DJ et producteur de musique. Il a également été membre du boys band Bonjour en 2006 et DJ à Itaewon, où il a commencé, il y a quelques années, avec son ami et collègue DJ Yann Cavaille.
Lors de ses débuts en tant qu'acteur en 2007, il a joué le rôle de Daniel, un Américain qui a grandi à New York, dans le drama Sky High. Dans une interview accordée au journal The Korea Times, il a déclaré qu'il ne voulait pas faire de son rôle un stéréotype des étrangers vivant en Corée. « Il [Daniel] n'est pas un étranger typique, car il parle un peu coréen. Je pense que la plupart des rôles étrangers dans les dramas ressemblent à Dennis Oh et Daniel Henney et semblent très froids. Mon personnage, en revanche, montre une image d'un étranger mignon et gai ». Il a également joué un autre second rôle dans le film My Tutor Friend 2.
De juillet 2014 à juin 2015, il a participé à l'émission Non-Summit. Celle-ci consiste en un éventail d'hommes non coréens, vivant en Corée du Sud, qui débattent « de divers sujets et de la culture coréenne au travers de leur regard d'étrangers, dans un talk-show, en coréen ».
En février 2015, il est retourné en Belgique pour rendre visite à sa famille avec l'émission My Friends Home. Sa mère avait préparé quelques plats pour l'équipe.
En septembre 2014, son duo musical, Yann & Julian, a été sélectionné pour se produire au Global Gathering Korea du 4 octobre.
Il fait l'ouverture du festival de K-pop Dream concert 2014 au stade de la Coupe du monde de Séoul, en tant que DJ le 23 mai 2015.
En janvier 2016, il lance un projet, afin de sauver la planète au travers de gestes quotidiennes : Loud for Earth. Il a invité des personnes à lui envoyer des vidéos sur la façon dont ils économisent l'énergie. Ce projet fait suite à la Conférence de Paris de 2015 sur les changements climatiques. Il participe à l'émission de radio The Qube avec Fabien Yoon. Ils y invitent des étrangers vivant en Corée du Sud et leur posent des questions sur la musique, l'histoire, les sports etc. Ils apprennent aussi à connaître la vie de leurs invités.
En décembre 2016, il a reçu le titre d'« Ambassadeur du Pays de Liège ». La cérémonie s'est déroulée dans la chocolaterie de Jean-Philippe Darcis à Verviers, où se trouve également un musée. Julian était cependant représenté par ses parents. Pour l'occasion, il a tout de même envoyé une vidéo expliquant sa vie en Corée du Sud.
Du 11 au 14 mai 2017, il a participé à la randonnée à vélo caritative Cycle for Life Korea (500 km, de Pusan à Séoul), afin de récolter des fonds pour le Purme Foundation Nexon Children's Rehabilitation Hospital. Il était notamment accompagné de Sioen, un chanteur flamand originaire de Gand.
Il est apparu dans une vidéo en juillet 2017 pour l'office de tourisme de Séoul.